# Ashley Scott
Ashley McCall Scott (Metairie, 13 de julho de 1977) é uma modelo e atriz estadunidense. Ficou mais conhecida por interpretar Helena Kyle / Caçadora na série televisiva Birds of Prey e como Emily Sullivan na série Jericho.

## Biografia
Scott nasceu em Metairie, Louisiana, filha de Joe Scott e Andrea Meister, porém cresceu em Charleston (Carolina do Sul), segunda filha de outros dois irmãos. Quando criança foi modelo em sua cidade, inclusive ganhando destaque na Millie Lewis Talent Competition, uma competição de jovens talentos. Após terminar o colégio aos 15 anos de idade, foi para Nova York apostando na carreira de modelo. Quando esteve em Miami foi modelo pela Elite Miami e Giorgio Red, tendo desfilado em mercados como Paris e Londres, além de ter trabalhos em várias importantes publicações americanas como Women's Wear Daily, US Weekly e Cosmo Girl.

## Carreira
Seu primeiro papel foi como Gigolo Jane no filme de 2001 A.I. Inteligência artificial. Enquanto ela teve papéis coadjuvantes e grandes em vários filmes, incluindo Walking Tall (2004), Into the Blue (2005), The Kingdom (2007) e 12 Rounds (2009), ela teve também vários papéis principais e recorrentes na televisão.
Em 2001, foi escalada como regular na série de ficção científica Dark Angel, da Fox. Em 2002, foi escalada como Helena Kyle / Caçadora na série de drama de televisão Birds of Prey, da WB.
Em 2004, desempenhou o papel de Allison na série Joey no piloto não lançado. Ela estrelou como Emily Sullivan em ambas as temporadas (2006-2008) na série da CBS Jericho. Ela foi escalada como regular na primeira temporada (2015) da série de comédia dramática da rede Lifetime, UnREAL.
Desde 2010, ela estrelou vários filmes feitos para televisão, principalmente para a rede Lifetime.
Em 2013, dublou a personagem Maria e fez captura de movimentos no jogo The Last of Us.
Em 2019, teve um pequeno papel como Enfermeira Masters no filme estrelado por Brenda Song, Secret Obsession, da Netflix. Também está cotada para aparecer no novo filme, Jumanji - Próxima Fase. Em setembro foi revelado que ela voltaria ao papel de Helena Kyle / Caçadora para o crossover do Arrowverse, "Crise nas Infinitas Terras". Ela fez uma breve aparição no episódio "Crise nas Infinitas Terras: Parte 3" pela série de The Flash, que foi ao ar no dia 10 de dezembro de 2019.

## Vida pessoal
Foi casada com o produtor Anthony Rhulen (Efeito Borboleta, Xeque-Mate) de 2004 a 2008. Hoje está casada com Steve Hart, vocalista da banda Worlds Apart, desde 2010. Eles moram em Los Angeles, Califórnia, com suas duas filhas.

## Filmografia

### Cinema
| Ano  | Título                         | Personagem         | Notas                           |
| ---- | ------------------------------ | ------------------ | ------------------------------- |
| 2001 | A.I. - Inteligência Artificial | Gigolo Jane        |                                 |
| 2003 | S.W.A.T.                       | Lara               |                                 |
| 2004 | Com as Próprias Mãos           | Deni               |                                 |
| 2004 | Evil Remains                   | Sharon             |                                 |
| 2004 | Lost                           | Judy               |                                 |
| 2005 | Mergulho Radical               | Amanda             |                                 |
| 2005 | Apenas Amigos                  | Janice             |                                 |
| 2006 | Altas Loucuras                 | Elise              | direto para home vídeo          |
| 2007 | O Reino                        | Janine Ripon       |                                 |
| 2008 | Programa Animal                | Cheryl             |                                 |
| 2009 | 12 Rounds                      | Molly Porter       |                                 |
| 2019 | Secret Obsession               | Enfermeira Masters | lançado em streaming na Netflix |

### Televisão
| Ano       | Título                             | Personagem             | Notas                                           |
| --------- | ---------------------------------- | ---------------------- | ----------------------------------------------- |
| 2001–2002 | Dark Angel                         | Asha Barlow            | Principal (2ª Temporada)                        |
| 2002–2003 | Birds of Prey (série de televisão) | Helena Kyle / Caçadora | Principal                                       |
| 2004      | Joey                               | Allison                | Piloto que não foi ao ar                        |
| 2006      | Deceit                             | Sam Pruitt             | Telefilme                                       |
| 2006–2008 | Jericho                            | Emily Sullivan         | Principal                                       |
| 2009      | Fear Itself: Antologia do Medo     | Lisa                   | Episódio: "The Circle"                          |
| 2009      | C.S.I.: Miami                      | Zoe Belle              | Episódio: "Target Specific"                     |
| 2010      | NCIS - Investigação Naval          | Dana Hutton            | Episódio: "Obsession"                           |
| 2010      | Christmas Mail                     | Kristi North           | Telefilme                                       |
| 2012      | Unstable                           | Christine March        | Telefilme                                       |
| 2013      | The Perfect Boyfriend              | April                  | Telefilme                                       |
| 2013      | Summoned                           | Laura Price            | Telefilme                                       |
| 2013      | The Nightmare Nanny                | Annie                  | Telefilme                                       |
| 2013      | Holiday Road Trip                  | Maya                   | Telefilme                                       |
| 2015      | 16 and Missing                     | Julia                  | Telefilme                                       |
| 2015      | UnREAL                             | Mary Newhouse          | Principal (1ª Temporada)                        |
| 2016      | Broken Promise                     | Mina Gardner           | Telefilme                                       |
| 2016      | A Killer Walks Amongst Us          | Hathaway               | Telefilme                                       |
| 2017      | Fatal Defense                      | Arden Walsh            | Telefilme                                       |
| 2017      | A Woman Deceived                   | Elizabeth              | Telefilme                                       |
| 2017      | Manny Dearest                      | Karen Clark            | Telefilme                                       |
| 2017      | One Small Discretion               | Caroline               | Telefilme                                       |
| 2018      | A Tale of Two Coreys               | Sheila Feldman         | Telefilme                                       |
| 2019      | The Flash                          | Helena Kyle / Caçadora | Episódio: "Crise nas Infinitas Terras: Parte 3" |

### Jogos
| Ano  | Título                 | Personagem | Notas                       |
| ---- | ---------------------- | ---------- | --------------------------- |
| 2013 | The Last of Us         | Maria      | Voz e captura de movimentos |
| 2020 | The Last of Us Part II | Maria      | Voz e captura de movimentos |